# Calle 180–Bronx Park (línea White Plains Road)
La estación de la Calle 180–Bronx Park fue una estación terminal de la línea White Plains Road del metro de la ciudad de Nueva York. La línea originalmente debería de extenderse más lejos al norte durante la construcción, pero fue cambiada en una nueva terminal debido a las protestas sobre los trenes que operaban en el parque sería malo para los animales en el Zoológico del Bronx. La extensión de la línea es la razón la curva en S al norte de la estación West Farms Square–Avenida East Tremont. Después de la extensión hacia Wakefield–Calle 241, en el ramal corto de Bronx Park fue considerado de "redundante", pero no fue clausurada y abandonada hasta 1952. Las vías del ramal corto del Bronx Park pueden ser vista desde el norte de la estación West Farms Square–Avenida East Tremont.